# نيناد لوكيتش (لاعب كرة قدم)
نيناد لوكيتش (بالسيريلية الصربية: Ненад Лукић) هو لاعب كرة قدم صربي في مركز الوسط، ولد في 2 سبتمبر 1992 في بلغراد في صربيا. شارك مع منتخب صربيا تحت 17 سنة لكرة القدم ومنتخب صربيا تحت 19 سنة لكرة القدم. أما مع النوادي، فقد لعب مع راد بيوغراد وسبارتاك سوبتيتسا ونادي لوكوموتيف بلوفديف.

## وصلات خارجية
- نيناد لوكيتش (لاعب كرة قدم) على موقع الاتحاد الأوربي (الإنجليزية)
- نيناد لوكيتش (لاعب كرة قدم) على موقع قاعدة بيانات كرة القدم.إي يو (الإنجليزية)
- نيناد لوكيتش (لاعب كرة قدم) على موقع ناشيونال فوتبول تيمز (الإنجليزية)
- نيناد لوكيتش (لاعب كرة قدم) على موقع Soccerbase.com (لاعب) (الإنجليزية)
- نيناد لوكيتش (لاعب كرة قدم) على موقع Soccerway.com (الإنجليزية)
- نيناد لوكيتش (لاعب كرة قدم) على موقع عالم كرة القدم.نت (الإنجليزية)